# Oussama Idrissi
Oussama Idrissi (Bergen op Zoom, 26 februari 1996) is een Marokkaans-Nederlands voetballer die doorgaans als aanvaller speelt. Idrissi debuteerde in 2019 in het Marokkaans voetbalelftal.

## Clubcarrière

### FC Groningen
Idrissi debuteerde op 19 december 2015 in het betaald voetbal, toen hij met FC Groningen een competitiewedstrijd speelde tegen Heracles Almelo. Hij mocht in de 70e minuut invallen voor Jarchinio Antonia. Na 58 wedstrijden waarin hij 12 keer scoorde, vertrok Idrissi in januari 2018 naar AZ.

### AZ
Bij AZ speelde hij in zijn eerste halve seizoen meestal wel. In seizoen 2018/19 groeide hij uit tot een vaste basisspeler. In de eerste helft van seizoen 2019/20 scoorde hij meer doelpunten dan in het hele voorafgaande seizoen.

### Sevilla FC
Vlak voor het sluiten van de transfermarkt bereikte AZ overeenstemming met Sevilla. De transfersom bedroeg naar verluidt 12 miljoen euro. Idrissi debuteerde op 21 november 2020 voor Sevilla in de wedstrijd tegen Celta de Vigo in de Primera División. In de 81ste minuut verving hij Joan Jordán. Drie dagen later speelde Idrissi zijn eerste wedstrijden in de UEFA Champions League, door in te vallen voor Lucas Ocampos in de 72ste minuut tegen FK Krasnodar. 

### Verhuur aan Ajax
Op 1 februari 2021 werd bekendgemaakt dat Ajax hem voor de rest van het seizoen 2020/21 op huurbasis overnam. Bij Ajax speelde Idrissi met rugnummer 9. Idrissi debuteerde op 18 februari 2021 voor Ajax in de met 1-2 gewonnen UEFA Europa League wedstrijd tegen Lille OSC. Zijn eerste wedstrijd voor Ajax in de Eredivisie speelde hij enkele dagen later. Op 21 februari 2021 verving hij in de 59e minuut Dušan Tadić. Met Ajax won Idrissi het landskampioen en won hij de KNVB Beker. 

### Terugkeer bij Sevilla FC
Na zijn verhuurperiode bij Ajax keerde Idrissi terug naar Sevilla. Hij maakte in de eerste drie wedstrijden van dat seizoen minuten in de Primera División. In de openingswedstrijd tegen Rayo Vallecano speelde Idrissi een belangrijke rol. Keeper Luca Zidane maakte een overtreding op Idrissi en ontving daarvoor een rode kaart. De daaruitvolgende penalty werd benut door Youssef En-Nesyri. Na de eerste drie wedstrijden zat Idrissi een aantal weken lang op de bank. In november kreeg hij pas weer speelminuten. 

### Verhuur aan Cádiz CF
Op 20 januari 2022 werd bekend dat Idrissi het seizoen 2021/22 op huurbasis afmaakte namens Cádiz CF, dat ook uitkwam in de Primera División. Op 12 februari 2022 debuteerde Idrissi in de met 0-0 gelijkgespeelde wedstrijd tegen Celta de Vigo. Enkele weken later, op 6 maart 2022, maakte Idrissi zijn eerste doelpunt in de Primera División. In de met 2-0 gewonnen wedstrijd tegen Rayo Vallecano scoorde Idrissi in de 63e minuut de 2-0. 

### Verhuur aan Feyenoord
Op 27 juli 2022 keerde Idrissi opnieuw terug naar Nederland, om het seizoen 2022/23 op huurbasis bij Feyenoord te spelen en won hij het landskampioenschap.

## Clubstatistieken
| Seizoen                     | Club         | Competitie       | Competitie | Competitie | Beker | Beker | Internationaal | Internationaal | Overig | Overig | Totaal | Totaal |
| Seizoen                     | Club         | Competitie       | Wed.       | Dlp.       | Wed.  | Dlp.  | Wed.           | Dlp.           | Wed.   | Dlp.   | Wed.   | Dlp.   |
| --------------------------- | ------------ | ---------------- | ---------- | ---------- | ----- | ----- | -------------- | -------------- | ------ | ------ | ------ | ------ |
| 2015/16                     | FC Groningen | Eredivisie       | 16         | 3          | 0     | 0     | —              | —              | 2      | 0      | 18     | 3      |
| 2016/17                     | FC Groningen | Eredivisie       | 27         | 5          | 1     | 0     | —              | —              | 2      | 0      | 30     | 5      |
| 2017/18                     | FC Groningen | Eredivisie       | 15         | 4          | 1     | 1     | —              | —              | 0      | 0      | 16     | 5      |
| Club totaal                 | Club totaal  | Club totaal      | 58         | 12         | 2     | 1     | 0              | 0              | 4      | 0      | 64     | 13     |
| 2017/18                     | AZ           | Eredivisie       | 12         | 3          | 3     | 3     | —              | —              | 0      | 0      | 15     | 6      |
| 2018/19                     | AZ           | Eredivisie       | 32         | 8          | 5     | 6     | 2              | 0              | 0      | 0      | 39     | 14     |
| 2019/20                     | AZ           | Eredivisie       | 25         | 13         | 3     | 1     | 14             | 3              | 0      | 0      | 35     | 15     |
| 2020/21                     | AZ           | Eredivisie       | 0          | 0          | 0     | 0     | 2              | 0              | 0      | 0      | 2      | 0      |
| Club totaal                 | Club totaal  | Club totaal      | 69         | 24         | 12    | 10    | 18             | 3              | 0      | 0      | 96     | 36     |
| 2020/21                     | Sevilla      | Primera División | 3          | 0          | 4     | 0     | 3              | 0              | 0      | 0      | 10     | 0      |
| Club totaal                 | Club totaal  | Club totaal      | 3          | 0          | 4     | 0     | 3              | 0              | 0      | 0      | 10     | 0      |
| 2020/21                     | → Ajax       | Eredivisie       | 7          | 0          | 1     | 0     | 6              | 0              | 0      | 0      | 14     | 0      |
| 2021/22                     | Sevilla      | Primera División |            |            |       |       |                |                |        |        |        |        |
| 2021/22                     | → Cadiz      | Primera División |            |            |       |       |                |                |        |        |        |        |
| 2022/23                     | → Feyenoord  | Eredivisie       |            |            |       |       |                |                |        |        |        |        |
| Club totaal                 | Club totaal  | Club totaal      | 7          | 0          | 1     | 0     | 6              | 0              | 0      | 0      | 14     | 0      |
| Bijgewerkt tot 11 juli 2021 |              |                  |            |            |       |       |                |                |        |        |        |        |

## Interlandcarrière

### Jeugdelftallen
Idrissi debuteerde in de periode 2011-2012 als jeugdinternational voor Nederland onder 16. Een jaar later maakte hij ook zijn opwachting in Nederland onder 17, waar hij onder trainer Albert Stuivenberg debuteerde, acht wedstrijden speelde en twee doelpunten scoorde. Vervolgens mocht hij onder trainer Remy Reynierse debuteren in Nederland –20. Hiervoor stond hij vier keer op het veld en maakte hij één doelpunt. Tot slot mocht de vleugelaanvaller debuteren onder Fred Grim voor Jong Oranje. Hiervoor stond hij elf keer op het veld en maakte hij drie doelpunten.

### Marokko
Nadat Idrissi niet meer kon uitkomen voor de jeugdteams voor Oranje moest hij een keuze maken. Idrissi beschikt ook over de Marokkaanse nationaliteit, waardoor hij ook kon kiezen voor het Marokkaans voetbalelftal. Nadat Nederland geen poolshoogte meer nam, werd Idrissi door Marokko opgeroepen voor een kwalificatiewedstrijd voor het Afrikaans kampioenschap 2019 tegen Kameroen en een oefeninterland tegen Tunesië. Deze wedstrijden kon hij nog niet spelen, omdat hij niet op tijd speelgerechtigd was. Op 22 maart 2019 maakte Idrissi wel zijn debuut voor het Marokkaans voetbalelftal, tegen Malawi.

## Erelijst
| Competitie | Aantal | Jaren   |
| Ajax       | Ajax   | Ajax    |
| ---------- | ------ | ------- |
| Eredivisie | 1x     | 2020/21 |
| KNVB Beker | 1x     | 2020/21 |
| Feyenoord  |        |         |
| Eredivisie | 1x     | 2022/23 |